# Pièges (film)
Pour les articles homonymes, voir Pièges.
Pour plus de détails, voir Fiche technique et Distribution.
Pièges est un film français réalisé par Robert Siodmak, sorti en 1939.

## Synopsis
Onze jeunes filles, danseuses de cabarets ou entraîneuses, disparaissent attirées par les petites annonces d'un tueur en série. Une entraîneuse aide la police dans son enquête. Les suspects forment une galerie de personnages inquiétants et de détraqués.

## Fiche technique
- Réalisation : Robert Siodmak
- Scénario : Jacques Companéez et Ernst Neubach sous le nom d'Ernest Neuville[1]
- Dialogues :  Simon Gantillon
- Photographie : Michel Kelber, Jacques Mercanton, Marcel Fradetal, Ted Pahle[2]
- Décors : Georges Wakhévitch, Maurice Colasson
- Costumes : Robert Piguet
- Son : Pierre Calvet
- Musique : Michel Lévine (Michel Michelet)
- Montage : Yvonne Martin
- Production : André Paulvé, Michel Safra
- Société de production : Spéva-Films
- Pays d'origine :  France
- Format : Noir et blanc - 35 mm - 1,37:1
- Genre : drame policier
- Durée : 111 min
- Date de sortie : France, 16 décembre 1939

## Distribution
- Maurice Chevalier : Robert Fleury
- Marie Déa : Adrienne Charpentier, l'entraineuse
- Pierre Renoir : Brémontier
- Erich von Stroheim : Pears, l'ex-couturier
- André Brunot : Ténier, l'inspecteur en chef
- Jacques Varennes : Maxime
- Madeleine Geoffroy : Valérie
- Milly Mathis : Rose
- Jean Témerson : Batol, un inspecteur
- Mady Berry : Sidonie, la cuisinière
- Pierre Magnier : l'homme d'affaires
- André Numès Fils : le spectateur barbu
- Raymond Rognoni : un inspecteur de police
- André Nicolle : un inspecteur de police
- Robert Seller : Carione
- Jean Brochard : le speaker
- Léon Arvel : le greffier
- Jacques Beauvais : le chef-cuisinier
- André Carnège : le juge d'instruction
- Henri Crémieux : le patron
- Max Dalban : le coiffeur
- Geno Ferny : le maître d'hôtel
- Nicolas Rimsky : Rouski
- Pierre Labry : le danseur
- Albert Malbert : le chauffeur
- Julienne Paroli : la bonne
- André Roanne : le patron
- Valaida Snow : elle-même
- Charles Vissières : le ministre
- René Worms : le maître d'hôtel
- Yvonne Yma : Mme Batol
- Henri Bry : Oglou Vacapoulos
- Catherine Farel : Lucie Baral
- Georges Malkine
- Robert Berri
- Liliane Lesaffre

## Autour du film
- Le scénario astucieux, à rebondissements, est cosigné par Jacques Companéez et Ernst Neubach, sous le pseudonyme d'Ernest Neuville. Le film connut un succès considérable dès sa sortie en décembre 1939, avant d'être interdit par l'occupant nazi. Certaines allusions sexuelles et la présence d'artistes juifs au générique étaient en effet alors, pour certains, indésirables. Il est ressorti en 1946. Dès 1939, le journal L'Action Française avait critiqué de façon xénophobe l'emploi d'Erich von Stroheim dans un rôle majeur.
- Aux États-Unis, douze minutes furent coupées en raison du contexte érotique, comme l'indique l'ouvrage d'Hervé Dumont, Robert Siodmak, maître du film noir (1981). Cela n'empêcha pas la réalisation d'un remake américain en 1947, Des filles disparaissent (Lured), réalisé par Douglas Sirk, avec George Sanders et Lucille Ball. Cette version conserve, selon Hervé Dumont, le découpage et la musique d'origine.
- Citation : Réponse du personnage de Robert (Maurice Chevalier) à sa fiancée Adrienne (Marie Déa) qui lui dit qu'il a de la chance : «La chance est une femelle, j'ai su la mater !»